# Eccellenza Abruzzo 2013-2014
Il campionato italiano di calcio di Eccellenza regionale 2013-2014 è il ventitreesimo organizzato in Italia. Rappresenta il sesto livello del calcio italiano.

## Stagione

### Novità
Rispetto alla precedente stagione arrivano nel massimo campionato regionale dalla Promozione due squadre storiche del panorama calcistico abruzzese come l'Avezzano e la Vastese (la cui antenata Pro Vasto vanta trascorsi professionistici anche a metà anni duemila) oltre alla Virtus Cupello che vincendo i play-off si assicura la seconda partecipazione in Eccellenza della propria storia; dalla Serie D retrocede solamente il San Nicolò visto che la Renato Curi Angolana viene ripescata così come il Giulianova che quindi chiude la propria esperienza nel massimo campionato regionale dopo solo un anno.
Da segnalare il ripescaggio della Rosetana e dell'Acqua&Sapone, mentre il Casalincontrada si fonde con il River 65 creando così il River Casale 65.
Dopo due stagioni senza squadre la provincia di Pescara torna ad essere rappresentata (anche se solamente dall'Acqua & Sapone) mentre la Provincia di Chieti si presenta con ben 8 squadre seguita da quella di Teramo a quota sei.

## Squadre partecipanti
| Club                    | Città (provincia)                | Stadio                                   | Stagione 2012-2013         |
| ----------------------- | -------------------------------- | ---------------------------------------- | -------------------------- |
| Acqua&Sapone            | Montesilvano (PE)                | Stadio Comunale Montesilvano             | 2ª in Promozione Abruzzo/B |
| A.S.D. Alba Adriatica   | Alba Adriatica (TE)              | Stadio Comunale Luca Vallese             | 16ª in Eccellenza Abruzzo  |
| A.S.D. Altinrocca       | Altino (CH) e Roccascalegna (CH) | Stadio Comunale Monte Marcone (Atessa)   | 12ª in Eccellenza Abruzzo  |
| A.S.D. Avezzano Calcio  | Avezzano (AQ)                    | Stadio dei Marsi                         | 1ª in Promozione Abruzzo/A |
| A.S.D. Capistrello      | Capistrello (AQ)                 | Stadio Comunale                          | 13ª in Eccellenza Abruzzo  |
| A.S.D. Civitella Roveto | Civitella Roveto (AQ)            | Stadio Comunale                          | 11ª in Eccellenza Abruzzo  |
| A.S.D. Francavilla      | Francavilla al Mare (CH)         | Stadio Comunale Valle Anzuca             | 8ª in Eccellenza Abruzzo   |
| A.S.D. Miglianico       | Miglianico (CH)                  | Stadio Fratelli Ciavatta                 | 5ª in Eccellenza Abruzzo   |
| A.S.D. Montorio 88      | Montorio al Vomano (TE)          | Stadio Giampiero Pigliacelli             | 3ª in Eccellenza Abruzzo   |
| A.S. Pineto Calcio      | Pineto (TE)                      | Stadio Comunale Mimmo Pavone             | 6ª in Eccellenza Abruzzo   |
| A.S.D. River Casale 65  | Casalincontrada (CH)             | Stadio Comunale                          | 9ª in Eccellenza Abruzzo   |
| Pol. Rosetana           | Roseto degli Abruzzi (TE)        | Stadio Fonte dell'Olmo                   | 14ª in Eccellenza Abruzzo  |
| A.S.D. San Nicolò       | San Nicolò a Tordino (TE)        | Stadio Dino Besso                        | 17ª in Serie D gir.F       |
| U.S. San Salvo A.S.D.   | San Salvo (CH)                   | Stadio Comunale Davide Bucci             | 4ª in Eccellenza Abruzzo   |
| Pol.Dil. Torrese        | Villa Torre di Castellalto (TE)  | Stadio Dino Besso (San Nicolò a Tordino) | 7ª in Eccellenza Abruzzo   |
| A.S.D. Vastese Calcio   | Vasto (CH)                       | Stadio Aragona                           | 1ª in Promozione Abruzzo/B |
| F.C.D. Vasto Marina     | Vasto (CH)                       | Stadio Aragona                           | 10ª in Eccellenza Abruzzo  |
| A.S.D. Virtus Cupello   | Cupello (CH)                     | Stadio Comunale                          | 3ª in Promozione Abruzzo/B |

## Classifica finale
|  | Pos. | Squadra          | Pt | G  | V  | N  | P  | GF  | GS | DR  |
|  | ---- | ---------------- | -- | -- | -- | -- | -- | --- | -- | --- |
|  | 1.   | San Nicolò       | 86 | 34 | 27 | 5  | 2  | 105 | 25 | +80 |
|  | 2.   | Avezzano         | 77 | 34 | 23 | 8  | 3  | 75  | 29 | +46 |
|  | 3.   | Torrese          | 69 | 34 | 20 | 9  | 5  | 62  | 30 | +32 |
|  | 4.   | Capistrello      | 60 | 34 | 16 | 12 | 6  | 51  | 34 | +17 |
|  | 5.   | Pro Vasto        | 50 | 34 | 13 | 11 | 10 | 49  | 49 | 0   |
|  | 6.   | Miglianico       | 50 | 34 | 12 | 14 | 8  | 37  | 30 | +7  |
|  | 7.   | San Salvo        | 49 | 34 | 14 | 7  | 13 | 42  | 38 | +4  |
|  | 8.   | Alba Adriatica   | 44 | 34 | 11 | 11 | 12 | 36  | 39 | -3  |
|  | 9.   | Pineto           | 42 | 34 | 12 | 6  | 16 | 40  | 44 | -4  |
|  | 10.  | Francavilla      | 40 | 34 | 9  | 13 | 12 | 39  | 48 | -9  |
|  | 11.  | Rosetana         | 39 | 34 | 9  | 12 | 13 | 39  | 47 | -8  |
|  | 12.  | Montorio 88      | 38 | 34 | 8  | 14 | 12 | 34  | 46 | -12 |
|  | 13.  | Vasto Marina     | 37 | 34 | 7  | 16 | 11 | 31  | 36 | -5  |
|  | 14.  | Acqua&Sapone     | 35 | 34 | 7  | 14 | 13 | 40  | 50 | -10 |
|  | 15.  | Virtus Cupello   | 34 | 34 | 8  | 10 | 16 | 39  | 54 | -15 |
|  | 16.  | River Casale 65  | 31 | 34 | 7  | 10 | 17 | 32  | 61 | -29 |
|  | 17.  | Altinrocca       | 27 | 34 | 5  | 12 | 17 | 29  | 67 | -38 |
|  | 18.  | Civitella Roveto | 14 | 34 | 2  | 8  | 24 | 23  | 72 | -49 |

Legenda:

      Promossa in Serie D 2013-2014

      Ammessa ai play-off nazionali.

      Retrocesse in Promozione 2013-2014 dopo i play-out.

      Retrocesse in Promozione 2013-2014 direttamente.

Note:
Tre punti a vittoria, uno a pareggio, zero a sconfitta.

## Risultati

### Tabellone
|                  | ACQ | ALB | ALT | AVE | CAP | CIV | FRA | MIG | MON | PIN | RIV | ROS | SAN | SAN | TOR | VAS | VAS | VIR |
| Acqua&Sapone     |     | 3-1 | 4-1 | 1-3 | 2-2 | 3-0 | 1-3 | 1-1 | 0-1 | 1-2 | 0-1 | 0-0 | 1-1 | 3-0 | 0-1 | 1-3 | 2-2 | 2-1 |
| Alba Adriatica   | 0-0 |     | 2-0 | 0-3 | 0-1 | 0-0 | 1-1 | 0-2 | 2-0 | 1-0 | 3-0 | 2-1 | 1-3 | 2-1 | 1-1 | 1-1 | 2-1 | 1-0 |
| Altinrocca       | 1-0 | 1-1 |     | 1-3 | 0-1 | 1-1 | 0-2 | 0-2 | 0-0 | 2-2 | 2-2 | 0-2 | 0-4 | 1-2 | 1-1 | 5-2 | 0-4 | 1-0 |
| Avezzano         | 5-1 | 2-0 | 0-0 |     | 1-1 | 4-0 | 6-1 | 2-0 | 0-0 | 1-0 | 3-1 | 3-1 | 3-2 | 3-2 | 2-2 | 0-1 | 2-1 | 3-1 |
| Capistrello      | 3-2 | 2-2 | 4-1 | 0-0 |     | 4-0 | 1-0 | 1-1 | 1-0 | 2-1 | 3-1 | 1-0 | 0-1 | 0-1 | 0-2 | 0-0 | 3-1 | 3-1 |
| Civitella Roveto | 0-1 | 2-2 | 0-0 | 2-6 | 0-0 |     | 0-0 | 1-0 | 0-1 | 1-3 | 0-1 | 0-1 | 0-2 | 1-3 | 0-1 | 0-1 | 2-5 | 3-2 |
| Francavilla      | 1-1 | 1-1 | 1-2 | 1-1 | 1-0 | 5-3 |     | 0-1 | 0-0 | 0-2 | 3-1 | 1-1 | 1-1 | 1-6 | 1-2 | 1-2 | 4-1 | 0-1 |
| Miglianico       | 0-0 | 1-0 | 0-0 | 0-0 | 1-1 | 2-1 | 0-1 |     | 1-1 | 3-0 | 4-0 | 1-1 | 0-0 | 2-0 | 1-1 | 0-0 | 1-0 | 2-1 |
| Montorio 88      | 2-0 | 1-1 | 0-1 | 3-2 | 1-1 | 3-2 | 1-1 | 1-2 |     | 1-1 | 3-0 | 0-2 | 1-2 | 0-2 | 0-1 | 2-2 | 1-1 | 0-2 |
| Pineto           | 0-1 | 0-1 | 2-2 | 0-1 | 1-2 | 1-0 | 3-0 | 2-0 | 1-2 |     | 3-1 | 1-2 | 1-3 | 3-1 | 4-1 | 1-3 | 0-0 | 1-1 |
| River Casale     | 1-1 | 0-3 | 3-0 | 1-4 | 1-2 | 3-0 | 1-1 | 1-3 | 2-2 | 0-0 |     | 2-1 | 0-3 | 0-0 | 1-0 | 0-1 | 1-1 | 0-1 |
| Rosetana         | 1-1 | 1-3 | 4-0 | 0-2 | 2-2 | 0-0 | 1-3 | 2-2 | 1-1 | 2-0 | 1-2 |     | 0-4 | 2-1 | 1-1 | 2-0 | 0-1 | 1-1 |
| San Nicolò       | 3-1 | 2-0 | 6-1 | 3-1 | 1-1 | 6-1 | 3-0 | 6-1 | 5-1 | 4-1 | 6-1 | 5-1 |     | 5-0 | 3-1 | 4-1 | 3-0 | 1-0 |
| San Salvo        | 1-1 | 1-1 | 1-0 | 1-2 | 1-1 | 4-1 | 2-1 | 1-0 | 2-2 | 0-1 | 2-0 | 3-1 | 0-2 |     | 0-3 | 1-0 | 0-0 | 1-1 |
| Torrese          | 4-0 | 1-0 | 4-0 | 1-2 | 4-1 | 0-0 | 0-0 | 2-1 | 5-0 | 3-1 | 2-1 | 1-0 | 3-3 | 2-0 |     | 3-2 | 3-0 | 3-2 |
| Vastese 1902     | 3-3 | 3-1 | 2-0 | 0-3 | 3-0 | 2-1 | 2-2 | 2-1 | 2-0 | 2-0 | 1-1 | 2-2 | 0-2 | 1-3 | 0-2 |     | 0-0 | 3-5 |
| Vasto Marina     | 1-1 | 1-0 | 3-3 | 0-0 | 0-1 | 2-0 | 0-1 | 0-0 | 0-0 | 0-1 | 1-1 | 1-1 | 1-0 | 1-0 | 0-0 | 1-1 |     | 0-1 |
| Virtus Cupello   | 1-1 | 2-0 | 2-2 | 1-2 | 1-6 | 3-1 | 0-0 | 1-1 | 1-3 | 0-1 | 1-1 | 0-1 | 1-6 | 0-1 | 2-1 | 1-1 | 1-1 |     |

## Spareggi

### Play-off

#### Semifinali
Il play-off fra la seconda e la quinta classificata non si disputa poiché vi è distacco maggiore di 10 punti fra le due squadre, di conseguenza l'Avezzano accede direttamente alla finale play-off.
L'unica semifinale che si disputa, in gara unica, è quella fra terza e quarta classificata che determina la seconda finalista.
| Squadra 1 | Risultato | Squadra 2   |
| --------- | --------- | ----------- |
| Torrese   | 2 - 0     | Capistrello |

| Arbitro: | Miccoli (Lanciano) |

|                                 |           |  |
| De Sanctis 42’ Capparella 90+4’ | Marcatori |  |

#### Finale
| Squadra 1 | Risultato | Squadra 2 |
| --------- | --------- | --------- |
| Avezzano  | 1 - 0     | Torrese   |

| Arbitro: | Pierfabio Falasca (Pescara) |

|            |           |  |
| Bisegna 6’ | Marcatori |  |

### Play-out

#### Primo Turno
| Squadra 1      | Risultato   | Squadra 2       |
| -------------- | ----------- | --------------- |
| Acqua&Sapone   | 4 - 1       | Altinrocca      |
| Virtus Cupello | 3 - 1 (dts) | River Casale 65 |

| Montesilvano 11 maggio 2014                                                | Acqua&Sapone | 4 – 1 referto | Altinrocca | Stadio comunale |
| \| \| \| \| \| Del Gallo 15’, 20’, 75’, 85’ \| Marcatori \| 65’ Di Vito \| |              |               |            |                 |
|                                                                            |              |               |            |                 |
| Del Gallo 15’, 20’, 75’, 85’                                               | Marcatori    | 65’ Di Vito   |            |                 |

| Cupello 11 maggio 2014                                                                          | Virtus Cupello | 3 – 1 (d.t.s.) referto | River Casale 65 | Stadio comunale |
| \| \| \| \| \| Musto 70’ Contigiani 100’ Fizzani 120’ (rig.) \| Marcatori \| 30’ Di Giovanni \| |                |                        |                 |                 |
|                                                                                                 |                |                        |                 |                 |
| Musto 70’ Contigiani 100’ Fizzani 120’ (rig.)                                                   | Marcatori      | 30’ Di Giovanni        |                 |                 |

#### Finale
| Squadra 1    | Risultato   | Squadra 2      |
| ------------ | ----------- | -------------- |
| Acqua&Sapone | 3 - 3 (dts) | Virtus Cupello |

| Arbitro: | Vitucci (Sulmona) |

|                                                |           |                                              |
| Gaudiello 26’ Di Biase 41’ (rig.) Di Paolo 77’ | Marcatori | 3’ Contigiani 54’ (rig.), 66’ (rig.) Fonseca |

L'Acquaesapone si salva in virtù del miglior piazzamento in campionato.

## Verdetti finali
- San Nicolò promosso in Serie D 2014-2015.
- Virtus Cupello retrocesso dopo lo spareggio play-out e successivamente ripescato.
- River Casale 65 retrocesso in Promozione Abruzzo 2014-2015 dopo i play-out.
- Rosetana non iscritta in Eccellenza Abruzzo 2014-2015.
- Civitella Roveto e, dopo i play-out, Altinrocca retrocesse e successivamente non iscritte in Promozione Abruzzo 2014-2015.

## Fase Regionale Coppa Italia Dilettanti
La Lega Nazionale organizza, per la stagione sportiva 2013/14, la 48ª edizione della Coppa Italia Dilettanti, alla quale hanno diritto di partecipare tutte le società di Eccellenza.
La prima fase (fase regionale) è organizzata dai singoli comitati regionali. Alla seconda fase (fase nazionale), organizzata direttamente dalla Lega Dilettanti, partecipano le 19 squadre vincitrici delle fasi regionali delle singole regioni (le squadre valdostane e piemontesi sono accorpate).
Il primo turno vede affrontarsi in sei triangolari tutte le compagini dell'Eccellenza abruzzese. Successivamente i vincitori si affrontano in due ulteriori triangolari da cui emergono le due finaliste che si giocano il trofeo in una partita unica in campo neutro.
Per quest'edizione la sede designata per la finale è lo Stadio Comunale di Scoppito. Le due squadre finaliste sono il San Nicolò ed l'Avezzano; per entrambe si tratta della prima apparizione nella finale regionale di questa coppa. In un campo innevato e nonostante l'inferiorità numerica i biancoverdi si impongono per una rete a zero conquistando il trofeo e potendo così accedere alle fasi nazionali. Nella fase successiva l'Avezzano viene eliminata agli ottavi di finale dai molisani del Campobasso.